# Ramușevo, Staraia Russa
Ramușevo (în rusă Рамушево)  este un sat din raionul Staraia Russa, regiunea Novgorod, Rusia. Este parte din așezarea rurală  Mednikovo.

## Personalități născute aici
- Nikolai Tomski (1900 - 1984), sculptor rus.